# Mimus gundlachii
Mimus gundlachii е вид птица от семейство Mimidae.

## Разпространение
Видът е разпространен в Бахамските острови, Кайманови острови, Куба, САЩ, Търкс и Кайкос и Ямайка.